# Гаара
Гаара (яп. 我愛羅) — персонаж аниме и манги «Наруто» авторства Масаси Кисимото. Кисимото ввёл персонаж Гаары в качестве «квазидвойника» главного персонажа сериала, Наруто Удзумаки: оба они родились при похожих обстоятельствах, но совершенно по-разному развивались как личности, преодолевая проблемы со своим воспитанием. Первоначально введённый в качестве антагониста и соперника Наруто, по мере развития сюжета Гаара стал его родственной душой и близким другом.

## Описание
В аниме и манге Гаара является ниндзя, связанным с деревней Сунагакурэ, и является сыном её лидера, Четвёртого Кадзэкагэ. Когда он был ещё в утробе матери, его отец попытался превратить его в живое оружие, запечатав в него Однохвостого демона, из-за чего Гаара впоследствии был изгоем среди жителей Деревни, скрытой в Песке. Её жители опасались его, с ним никто не хотел играть. В результате он превратился в безжалостного, не испытывавшего угрызений совести убийцу, относившегося к своим старшим брату и сестре Канкуро и Тэмари с презрением. Его отец, Четвёртый Кадзэкагэ, приказал брату покойной матери Гаары убить его, чтобы остановить гибель жителей деревни. Но убить Гаару у брата мамы не получилось из-за защищающего мальчика песка. Гаара не узнал своего опекуна, так как тот был в маске, и убил его. Сняв с дяди маску, Гаара был шокирован от того, что самый близкий ему человек пытался его убить, и выбил у себя на лбу иероглиф «любовь» (яп. 愛 ай). Отец Гаары знал, что убить его не получится, и приказал опекуну Гаары внушить ему, что он никому не нужен, с целью освободить запечатанного в него хвостатого зверя-Сюкаку.

### I часть
В первой части многие ниндзя опасались его, считая слишком странным и пугающим. Во время 2 этапа экзамена на звание тюнин у команды Гаары был самый лучший результат за всю историю экзамена. Судьи-дзёнины заинтересовались им, не увидев на нём ни одной царапины, что было практически невозможно. В следующем туре он хотел драться с Саскэ Утихой, считая его самым сильным среди остальных прошедших в этот раунд синоби, но их бой был прерван согласно плану Оротимару напасть на Коноху. Во время боя Гаара получил тяжёлые повреждения, и Канкуро с Тэмари пришлось отнести его в безопасное место. Саскэ, желая закончить бой, пошёл по их следам. Состояние Гаары ухудшилось, и Сюкаку смог завладеть им. Чакра Саскэ была на исходе, к тому же он был испуган, сознавая, что в таком состоянии Гаара ему не по зубам. Поэтому с Гаарой пришлось драться Наруто. Он призвал жабу-босса Гамабунто. Им удалось победить Сюкаку и освободить Гаару от его влияния. Вдохновившись примером Наруто, Гаара стал добрее относиться к оружающим и попросил прощения у брата с сестрой.

### II часть
Во второй части он становится Пятым Кадзэкагэ Сунагакурэ. В этой части Гаару похищают Дэйдара и Сасори из организации «Акацуки». Они доставили его на базу Акацуки, где изъяли из него хвостатого демона. Гаара был убит, но к нему на помощь прибыли товарищи из Конохи. Гаару воскресила Бабуля Тиё. Спасти Гаару удалось, но хвостатый зверь остался у Акацуки.

### Другие произведения
Гаара появился в нескольких произведениях франшизы Наруто, в том числе втором полнометражном фильме по серии, третьем OVA, а также в нескольких играх.

## Критика
Гаара как персонаж анализировался многими изданиями, специализирующимися на аниме и манге. IGN назвал разрыв между Наруто и Гаарой «эмоциональным» и «немного жутким». Anime News Network назвал бой Наруто против Гаары высшей кульминацией всей серии. Среди базы читателей «Наруто» Гаара был популярен, получив высокие оценки в нескольких опросах популярности, и всегда попадал в первую десятку самых популярных персонажей. На основе Гаары были выпущены многочисленные сопутствующие товары, в том числе плюшевые куклы и брелоки.